# VerkehrsGesellschaft Main-Tauber

Aktuelles Logo der VGMT

Früheres Logo der VGMT

Die VerkehrsGesellschaft Main-Tauber mbH (VGMT) ist die Nachfolgeorganisation der drei Verkehrsgemeinschaften Main-Tauber Mitte, Nord und Süd. Seit dem 1. Mai 1997 organisiert sie den Busverkehr im Main-Tauber-Kreis.
In der VGMT gibt es 34 Bus- und Eisenbahnlinien.
Täglich werden im Main-Tauber-Kreis mit Bus und Bahn bis zu 10.000 Schüler zur Schule und wieder nach Hause befördert. Hierbei werden neben den Regionalzügen auch täglich 107 Omnibusse und bis zu 230 Busfahrer eingesetzt. Etwa 18.000 Kilometer legen die VGMT-Linienbusse hierbei je Schultag zurück, was der Umrundung des halben Erdballs entspricht. Jährlich legen die VGMT-Fahrzeuge ca. 4,25 Millionen Kilometer zurück und befördern dabei rund 4,5 Millionen Fahrgäste. Das Streckennetz umfasst etwa 788 Kilometer mit insgesamt 778 Haltestellen.
Die VGMT-Geschäftsstelle befindet sich in Lauda. Dort werden die Bus-Fahrpläne und Bus-Umläufe für das Verbundgebiet erstellt. Auch die Tarifangebote werden dort gestaltet und vermarktet. Der Kundenservice beinhaltet die Kundenbetreuung, die elektronische Fahrplanauskunft, den Kundenkontakt per Telefon und Fax und ein Fundbüro.
Seit dem 1. April 2003 ist die VGMT in den Verkehrsverbund Rhein-Neckar (VRN) integriert.

## Verkehrsunternehmen in der VGMT
- AURO-Reisen GmbH
- DB Regio Stuttgart
- Creglinger Reiseverkehr Omnibus Pflüger GmbH
- Ehrlich Touristik GmbH & Co. KG
- Heinz Ott Omnibusbetrieb
- Hettinger Reisen GmbH und Co KG
- Lillig Touristik GmbH & Co. KG
- Omnibusverkehr Franken GmbH (OVF)
- RODE Bustouristik
- Seitz-Reisen GmbH & Co. KG
- SWEG Südwestdeutsche Verkehrs-Aktiengesellschaft
- Werner Nitschke GmbH
- Ziegler Reisen GmbH & Co. KG